# Trowbridges spitsmuis
De trowbridges spitsmuis (Sorex trowbridgii)  is een zoogdier uit de familie van de spitsmuizen (Soricidae). De wetenschappelijke naam van de soort werd voor het eerst geldig gepubliceerd door Baird in 1857.

## Voorkomen
De soort komt voor in de Verenigde Staten.